# 西澳沙漠文化區
西澳沙漠文化區（英語：Western Desert Cultural Bloc，WDCB）是吉布森沙漠、大沙沙漠、小沙沙漠等澳大利亞西部沙漠的統稱。居住於當地的原住民有賓土比族、瓦爾皮里族以及馬爾杜族等。當地的語言也稱西澳沙漠語群。